# Heinkel He 343
Heinkel He 343 byl projekt bombardovacího, těžkého stíhacího a průzkumného letounu, který vyvinul německý výrobce letadel Heinkel.

## Vývoj
V lednu 1944 proběhla diskuse mezi Heinkelem a oberstleutnantem Kneymeyerem. Jednalo se o vývoj nového čtyřmotorového bombardéru. Tehdy již Heinkel pracoval na podobném projektu pod číslem P.1068. Nakonec však bylo rozhodnuto upravit a zvětšit existující design – Arado Ar 234. Byla domluvena smlouva o výstavbě dvaceti letadel včetně prototypu a předvýrobní verze. Nicméně RLM nikdy nebylo nadšeno s designem Heinkelu, He 343 také soupeřil o svou výrobu s typem Junkers Ju 287. Heinkel dokonce napsal na RLM dopis, kde vypisoval přínosy svého projektu. Výroba He 343 byla poté do konce roku 1944 zastavena, a to kvůli přednostnímu programu výroby jednomotorových stíhačů. Části a formy byly uloženy do skladu nebo skončily ve šrotu.
Projekt získal od RLM označení He 343. Křídlo bylo zvětšeno a trup rozšířen. Projekt byl také známý jako „Stabo 16“, toto označení vzniklo zkrácením slova Strahlbomber (tryskový bombardér). Letadlo mělo vzletovou hmotnost 16 tun. Zvětšením trupu bylo vytvořeno místo pro vnitřní pumovnici a nově vyvinutý podvozek. Konstrukce vzala v úvahu použití řady různých motorů. Čtyři proudové motory byly instalovány v křídle. Použity byly motory Junkers Jumo 004B, ale uvažovalo se, že v okamžiku připravenosti prototypu budou k dispozici motory Jumo 004C. Uvažovalo se také o použití motorů BMW 003 a Heinkel HeS 011. Motory byly vysunuty na křídle vpřed, aby se vytvořil prostor pro křídlové klapky.[ujasnit] Trup a kokpit byly přepracovány, kokpit byl navržen jako přetlaková kabina.
Po válce použil Sovětský svaz design letadla jako základ pro vývoj Iljušinu Il-22,[zdroj⁠?!] lišícího se v rozměrech a ve velikosti posádky. Postaven byl jeden prototyp, který byl vyzkoušen za letu. Výsledky testů pak byly použity při vývoji typu Iljušin Il-28.[zdroj⁠?!]

## Plánované varianty letounu

### He 343A-1
He 343A-1 byla bombardovací verze. Nosnost bombového nákladu byla závislá na použitých motorech a mohla se pohybovat v rozmezí 2000 až 3000 kg, z nichž až 2000 kg bylo neseno ve vnitřní pumovnici a až 1000 kg na vnějších závěsech. Uvažovalo se i o nesení řízené pumy Fritz X ve vnitřní pumovnici, to si ale vyžádalo třetího člena posádky pro řízení střely. Další výzbroj se skládala ze dvou kanonů MG 151 ráže 30 mm nebo 20 mm s 200 náboji na hlaveň. Zbraně byly pevně umístěné pod směrovým kormidlem střílejícím vzad.

### He 343A-2
He 343A-2 byl průzkumnou verzí. Letoun byl stejný jako verze A-1 s tím rozdílem, že do pumovnice se doinstalovala přídavná nádrž a dvě kamery Rb 75/30.

### He 343A-3
He 343A-3 byl první verzi Zerstöreru (ničitel bombardérů). Nesené zbraně byly tyto: čtyři 30mm kanony MK 103 se 400 náboji. Další variantou výzbroje bylo: dva 30mm kanony MK 103 se 100 náboji na hlaveň a dvěma 20mm kanony MG 151/20 s 200 výstřely. Zbraň byla umístěna v jednom kompletu v pumovnici. Byla také zkoumána možnost použití zbraní až do ráže 50 mm. Hlaveň byla vedena z pravé strany trupu, protože přední podvozkové kolo se zatahovalo stranou do trupu.

### He 343B-1
He 343B-1 byl druhou verzí Zerstöreru. Velkým rozdílem oproti předchozí verzí bylo to, že ochranná palba pevných zadních kanonů byla nahrazena dálkově ovládanými kanóny MG 151 o ráži 20 mm, pistolí FHL 15Z.[zdroj⁠?!] Letouny této verze měly již dvě směrová kormidla. Zbraně byly ovládány z kokpitu přes periskop.

## Specifikace

### Technické údaje
- Posádka: 2
- Délka: 16,5 m
- Rozpětí křídel: 18 m
- Výška: 5,35 m
- Nosná plocha: 42,45 m²
- Maximální vzletová hmotnost: 19 550 kg
- Pohon: 4 × proudový motor Heinkel HeS 011

### Výkony
- Maximální rychlost: 910 km/h
- Dolet: 2800 km

### Výzbroj
- max. 3 000 kg pum